# Arena Condá
Arena Condá är en fotbollsarena i Chapecó i Brasilien, invigd 1980. På arenan spelar Chapecoense sina hemmamatcher. Arena Condá har plats för 22 600 åskådare.